# Murder mystery
Et Murder Mystery spil er en form for selskabsspil hvor deltagerne skal løse en fiktiv mordgåde, et mordmysterie eller anden form for krimininalsag.

## Typer
Der findes mange former for Murder Mysteries. Målet er ofte det samme – at finde frem til morder og motiv, men selve mysteriets udformning, kan være lavet på vidt forskellige måder: 

### Rollespil
Rollespillet spilles typisk i forbindelse med en middag. Der er rollespil både fra 6-10 spillere, men også spil helt op til flere hundrede deltagere. Hver gæst får udleveret et rolleark med baggrundshistorie. Det er op til spilleren at bestemme hvad der så skal ske i løbet af middagen. En gæst spiller måske onkel, en anden afdøde søn, en tredje nabo osv. En kendt serie er spillene how to host a murderer.
I nogle spil får gæsterne udleveret en række papirer, som bruges som baggrundsmateriale. Det kan være et kort over gerningsstedet, billeder af mordvåbnet eller andre spor og beviser. 
Denne form for mysterier er særligt udbredt i USA.

### Brætspil
Her findes flere eksempler på brætspil, hvor deltagerne skal løse en mordgåde. Mest kendte eksempel er nok Cluedo.
Spillene er ofte designet, så der er flere forskellige mordgåder eller løsninger, således det kan spilles flere gange. 

### Computerspil
Her findes også flere eksempler på computerspil, hvor man skal løse en mordgåde. Flere af disser tager afsæt i krimiserier fra tv – eksempelvis CSI.

### Live totalteater
Gæsterne sidder intetanende midt i desserten, et kedeligt møde eller tilsvarende og pludselig sker et mord. Gæsterne skal derefter rundt til en række forskellige personer (skuespillere) der kan hjælpe med opklaringen. 

### Gør-det-selv-virksomhedsspil / selskabsspil
Svarende til ovenstående – dog uden skuespillere. Der findes firmaer der udlejer kasser klar til brug fyldt med rekvisitter, walkie-talkier, lydklip m.m. der skal bruges i forbindelse med mordopklaringen.

### Film og litteratur
En genre, hvor en af de kendteste forfattere er Agatha Christie. Blandt de mest kendte serier er Hercule Poirot og Miss Marple. Handlingen er ofte et mord begået på lokalitet med kun få mulige mistænkte. Hovedpersonen udspørger efterfølgende hver enkelt person, og opdager alle tilsyneladende har motiver.

### Teater
En række af bøgerne er nået til teatret, deriblandt flere af Agatha Christies historier.

### Børnefødselsdage
Svarende meget til virksomhedsspil bare til børn. Tit skal børnene ikke opklare mord, men andre mindre forbrydelser, som indbrud eller tyveri. Mange forældre bruger det i forbindelse med børnefødselsdage som underholdning til børnene.